# Casteide-Cami
Casteide-Cami ist eine französische Gemeinde mit 271 Einwohnern (Stand 1. Januar 2022) im Département Pyrénées-Atlantiques in der Region Nouvelle-Aquitaine (vor 2016: Aquitanien). Die Gemeinde gehört zum Arrondissement Pau und zum Kanton Artix et Pays de Soubestre (bis 2015: Kanton Arthez-de-Béarn).

## Geographie
Casteide-Cami liegt ca. 25 km nordwestlich von Pau in der historischen Provinz Béarn.
Umgeben wird der Ort von den Nachbargemeinden:
| Doazon              | Arnos                                       | Boumourt |
| Serres-Sainte-Marie | Kompassrose, die auf Nachbargemeinden zeigt |          |
|                     |                                             | Cescau   |

Casteide-Cami liegt im Einzugsgebiet des Flusses Adour. Der Aubin, ein Nebenfluss des Luy de Béarn, und die Géüle, ein Zufluss des Gave de Pau, fließen durch das Gebiet der Gemeinde.

## Geschichte
Casteide-Cami ist 1236 auf einer Anhöhe zwischen den Tälern der Flüsse Aubin und Géüle als sogenannter castelnau gegründet worden. Ein Castelnau (deutsch Neuburg, okzitanisch castèl nòu, im Vulgärlatein castellum novum) ist ein Dorf oder eine Stadt, die im Mittelalter in der Nähe einer Burg gegründet wurde. Die Spuren des Erdhügels der Motte sind heute noch im Ortsteil Lignac zu sehen.
Toponyme und Erwähnungen der Gemeinde waren in der Folge
- Castaede (13. Jahrhundert, fors de Béarn, Manuskript des 14. Jahrhunderts),
- Casteede deu Camii (1342, Notare von Pardies),
- Quastede (1343, Notare von Pardies),
- Castahede deu Camii (1485, Manuskript des 15. und 16. Jahrhunderts),
- Castanheda deu Cami (1538, Manuskriptsammlung des Béarn),
- Castaeda (1548, Manuskriptsammlung des Béarn),
- Castade-au-Cami (1576, Manuskriptsammlung des Béarn),
- Castaede-Camii (1580, Manuskriptsammlung des Béarn)[3]

Paul Raymond, Archivar und Historiker des 19. Jahrhunderts, notierte die Erfassung von 13 Haushalten in der Volkszählung 1385 und die Zugehörigkeit des Dorfes zur Bailliage von Pau. Das Lehen von Casteide-Cami unterstand dem Vicomte von Béarn.
Auf der Karte von Cassini 1750 ist die Gemeinde unter dem Namen Casteide Camy eingetragen, während der Französischen Revolution als Castede Camy geführt. 1863 ist die Gemeinde im Dictionnaire topographique de la France von Paul Raymond als Castéide Cami aufgeführt.

### Einwohnerentwicklung
Nach einem vorläufigen Höchststand von etwas über 300 Einwohnern in der Zählung von 1841 ist die Zahl bei kurzen Phasen der Stabilisierung bis zu den 1980er Jahren um insgesamt fast zwei Drittel auf etwas über 100 Einwohner zurückgegangen. Seitdem ist eine Stabilisierung zu verzeichnen und die Zahl der Bewohner hat sich seitdem wieder mehr als verdoppelt.
| Jahr      | 1962 | 1968 | 1975 | 1982 | 1990 | 1999 | 2006 | 2009 | 2022 |
| --------- | ---- | ---- | ---- | ---- | ---- | ---- | ---- | ---- | ---- |
| Einwohner | 127  | 124  | 114  | 105  | 159  | 167  | 214  | 248  | 271  |

## Sehenswürdigkeiten

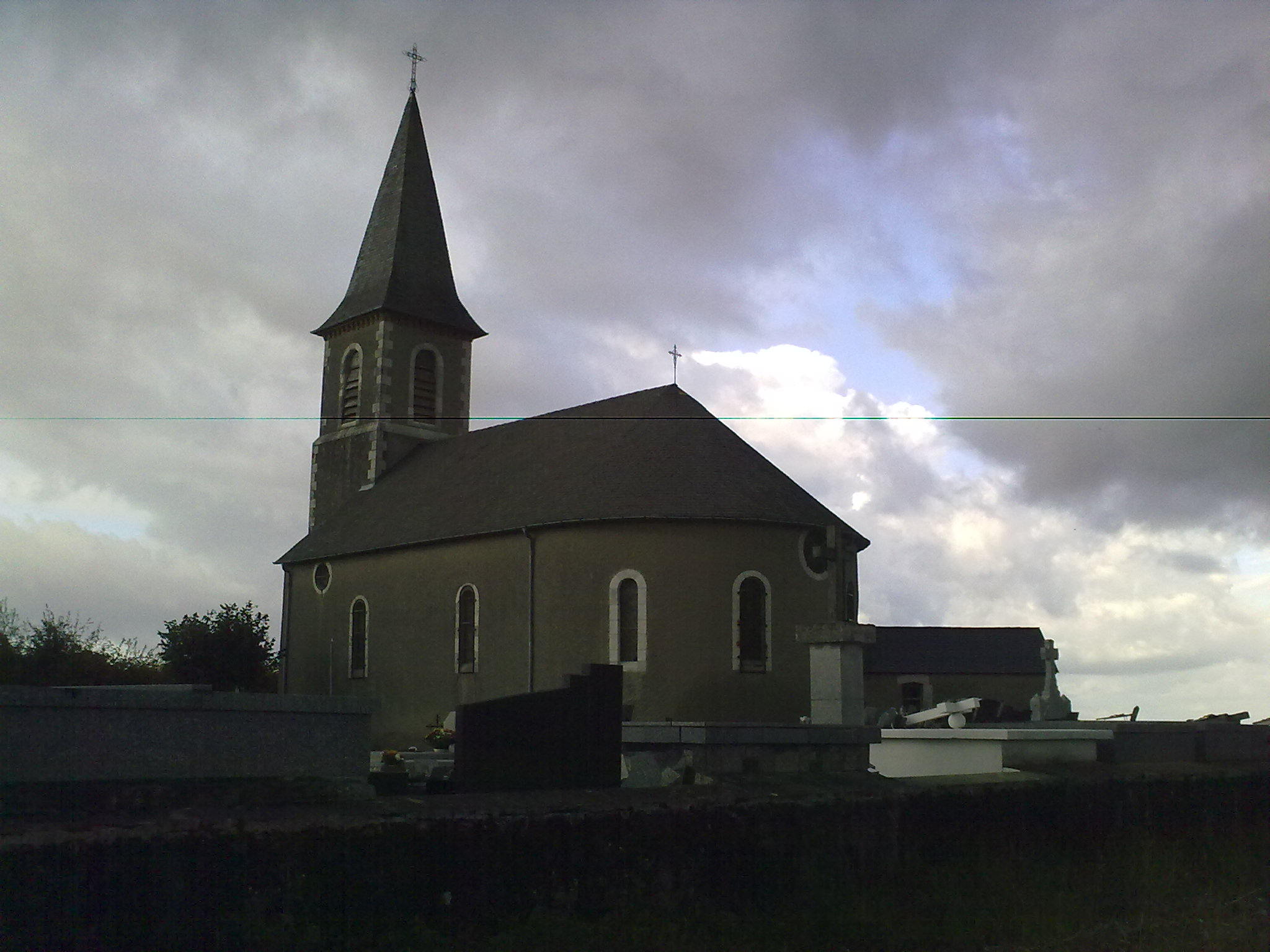
Ortskirche Saint-André

- Ortskirche, gewidmet dem Apostel Andreas. Im Jahre 1861 begannen die Planungen der Restaurierung der einfachen Kirche. Diese schlossen auch den Bau eines Glockenturms als Eingangsvorbau gemäß dem Stil der damaligen Zeit ein. Von 1864 bis zum Dezember 1866 dauerten die Arbeiten, bis der fast fertiggestellte Turm einstürzte und einen Teil des Langhauses zerstörte. 1867 bis 1869 wurden die Bauarbeiten wieder aufgenommen und 1872 konnte die Kirche eingeweiht werden. Die beiden Glasfenster in der Apsis sind wahrscheinlich Werke der Glasmalerei Mauméjean aus Pau.[8]

- Schloss, genannt Castéide de Moussu, erbaut im 16. Jahrhundert. Der Sohn von Madeleine de Lafargue, Maitresse des französischen Königs Heinrich IV., kaufte die Grundherrschaft von Casteide-Cami und ließ das Schloss bauen.[2][9]

## Wirtschaft und Infrastruktur

### Bildung
Die Gemeinde verfügt über eine öffentliche Grundschule mit 23 Kindern im Schuljahr 2016/2017.

### Verkehr
Die Gemeinde wird von der Route départementale 233 durchquert.